# Jōkichi Takamine
Jōkichi Takamine (jap. 高峰 譲吉 Takamine Jōkichi; ur. 3 listopada 1854 w Takaoce, zm. 22 lipca 1922 w Nowym Jorku) – japoński chemik.

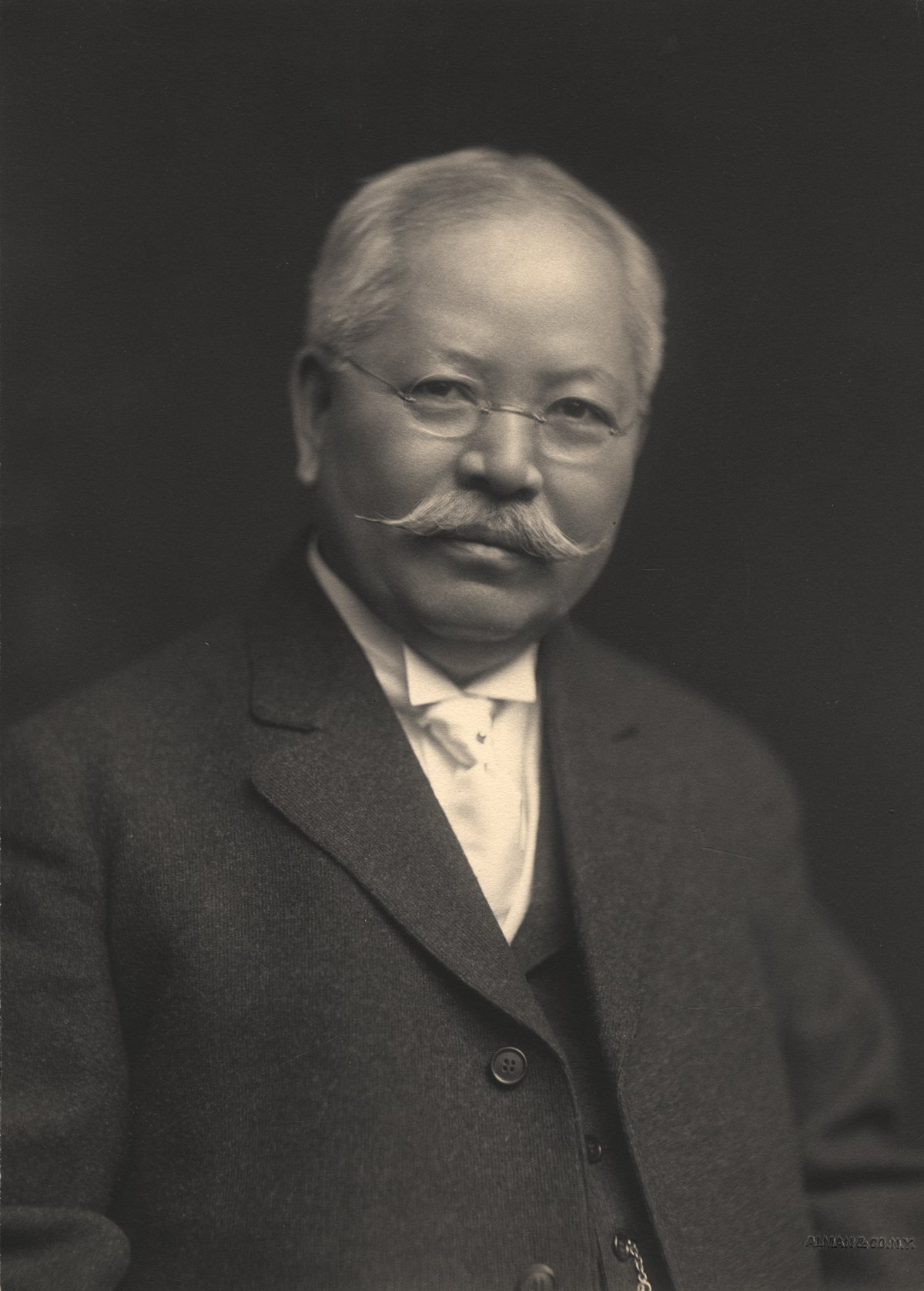
Jōkichi Takamine

Urodził się w Takaoce w prefekturze Toyama jako syn lekarza. Jeszcze jako dziecko nauczył się angielskiego od holenderskiej rodziny w Nagasaki i do końca życia mówił po angielsku z niderlandzkim akcentem. Studiował w Osace, Kioto i Tokio. W 1879 został absolwentem Cesarskiego Uniwersytetu w Tokio. 
Studia doktoranckie odbył na University of Glasgow i w Anderson College. W 1883 powrócił do Japonii i podjął pracę w Wydziale Chemii Ministerstwa Rolnictwa i Handlu. 
W 1884 poślubił Caroline Field Hitch, z którą miał dwójkę dzieci. 
W 1887 założył w Tokio Przedsiębiorstwo Nawozów Sztucznych, gdzie wyizolowano enzym takadiastazę. Prace nad takadiastazą umożliwiły postęp w technice fermentacji ryżu i produkcji sake. 
W 1894 wyjechał do USA i założył własne laboratorium w Nowym Jorku i opatentował produkcję takadiastazy. W 1901 udało mu się wyizolować i oczyścić otrzymaną z gruczołów zwierzęcych adrenalinę. Był to pierwszy hormon otrzymany w postaci krystalicznej.
Na krótko przed śmiercią przyjął wiarę katolicką.